# Harem

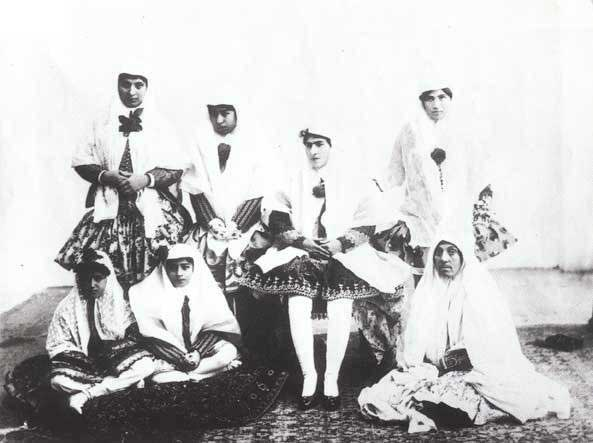
Fotografi av kvinnor i ett harem, taget av Antoin Sevruguin i Iran (före 1933).

Harem (arabiska Ha'ram "något, vartill tillträdet är förbjudet, något oantastligt, heligt") är dels en benämning på den eller de fysiska byggnader som utgör kvinnornas avdelning i ett traditionellt muslimskt hushåll och dels en benämning på husfaderns fruar, men även på övriga kvinnor som bor i hushållet och vistas i det fysiska haremet. Historiskt ingick också kvinnliga slavar, kallade konkubiner, och kastrerade manliga slavar, kallade eunucker.
Två förutsättningar för haremssystemet är synen på den gifte mannen som familjens oinskränkta överhuvud och uppfattningen att det är opassande att kvinnor förvärvsarbetar, det vill säga rör sig fritt ute i samhället.
Ordet harem används även, ofta skämtsamt, i västerländskt språkbruk om såväl människor som djur som beteckning för en grupp individer som en enskild individ har sexuellt umgänge med. Exempelvis kan man säga att en tupp har ett harem av hönor, eller att en kvinna/man med flera sexualpartners håller sig med ett harem av älskare / älskarinnor.

## Boningsrum

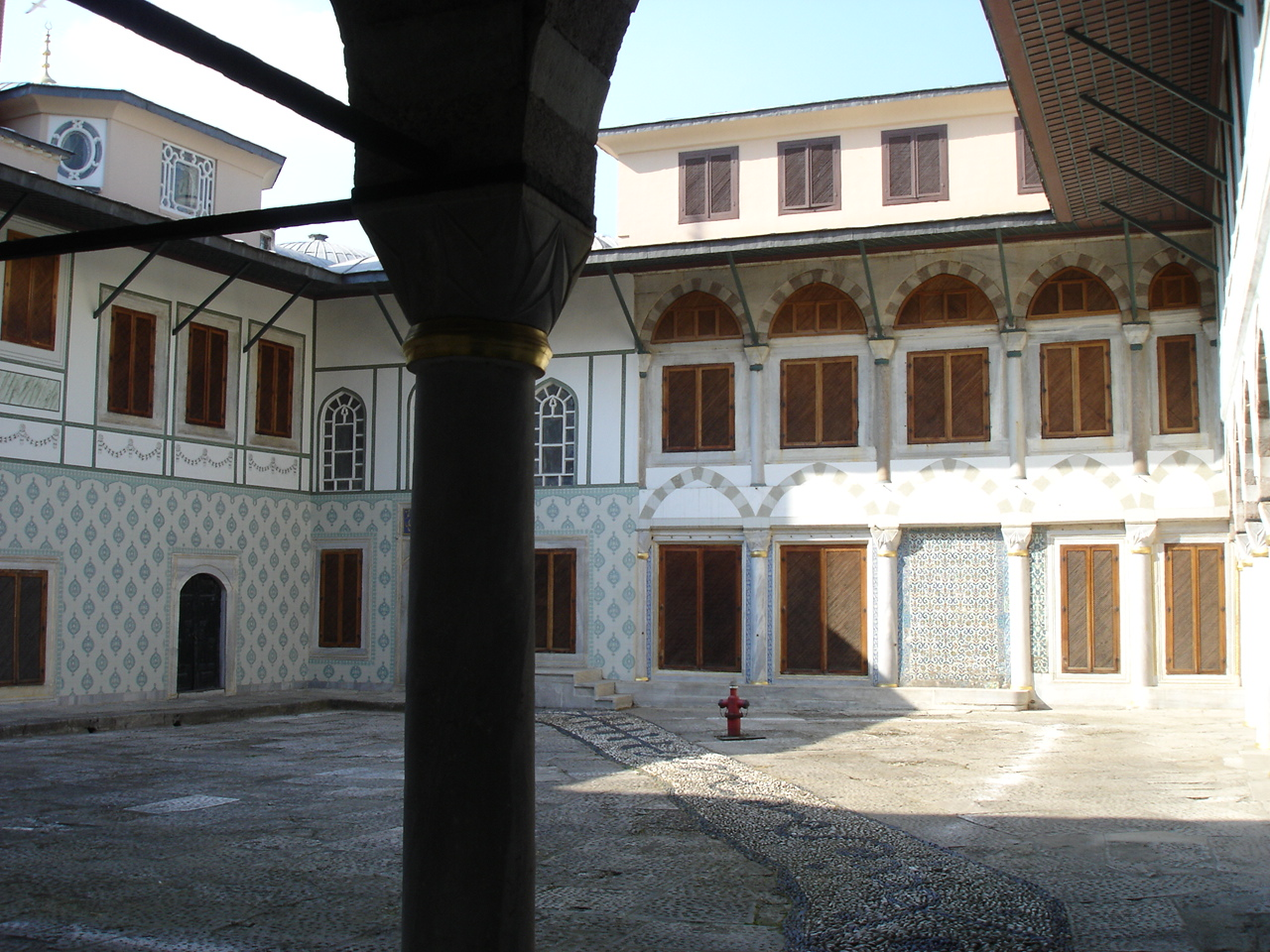
En innergård i sultanmoderns del av haremet i Topkapipalatset i Istanbul.

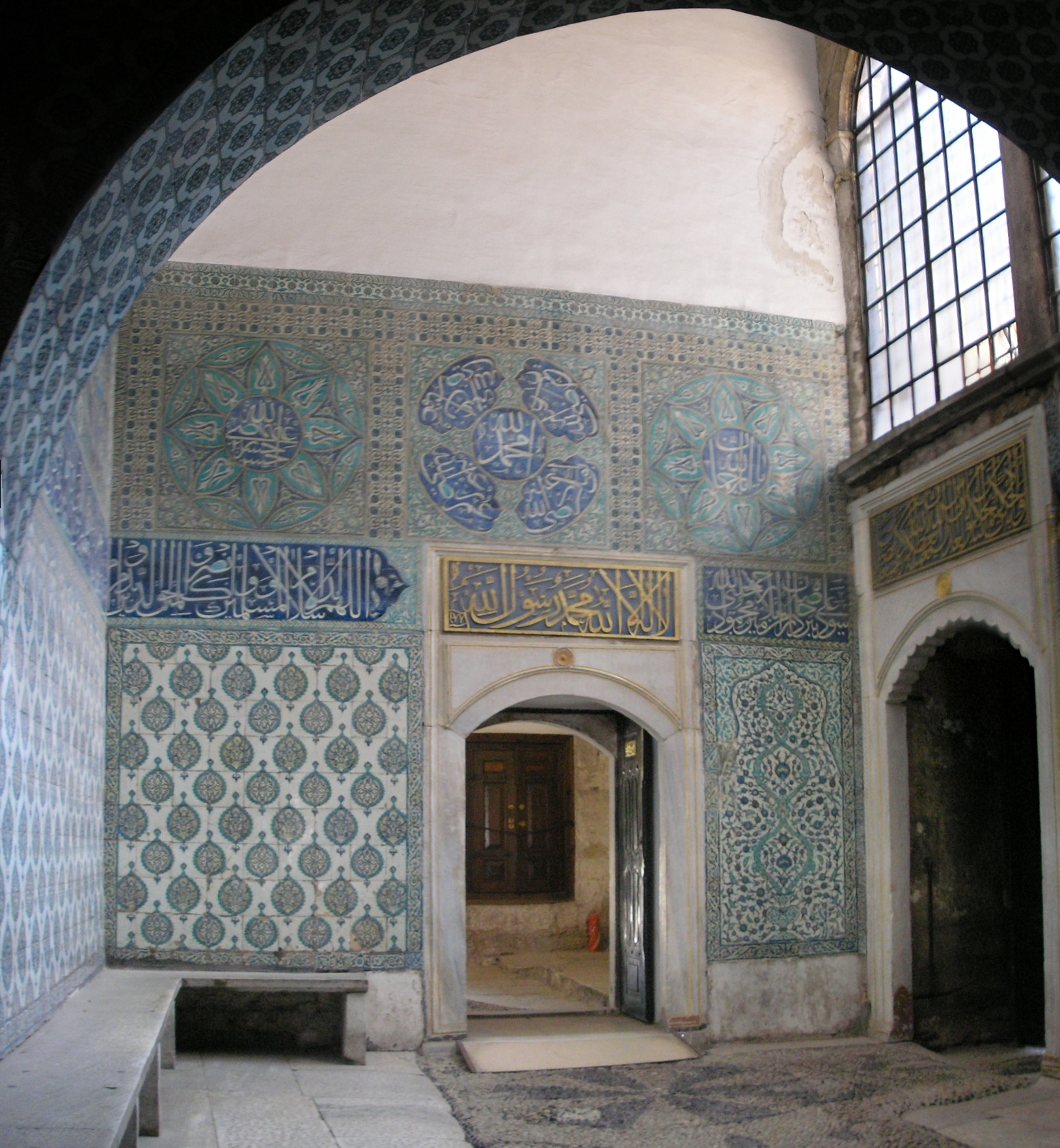
Hall i haremet i Topkapipalatset.

Harem i bemärkelsen avskilda boningsrum är idag mycket ovanligt. De rum som i ett traditionellt muslimskt hushåll är tillgängliga inte bara för husfadern utan även för hans (manliga) gäster benämns selamlik. Det finns inga påtagliga skillnader i byggnadsteknik eller inredning mellan harem och selamlik. Det var dock endast förmögnare hushåll som hade skilda harem och selamlik, hos den stora massan av stadsbor användes rummen liksom nu gemensamt, och endast vid besök av män bar kvinnorna slöja eller drog sig undan i något särskilt rum.
Om det finns ett särskilt harem ligger det vanligen mot innergården eller, om möjligt, åt en trädgård och är i förmögnare hushåll försett med en fint förgallrad utbyggnad, en maschreblje.
Tillträdet till harem, där ett särskilt sådant finns, är förbjudet för de flesta andra män än husfadern. Inte ens husets manliga tjänare får, utan särskild tillåtelse, komma längre fram än till haremsdörren, bab el-harem, där de genom kvinnliga tjänare mottar husfruns order. Endast de allra närmaste manliga släktingarna, nämligen de, med vilka äktenskap är förbjudet (far, svärfar, bröder, farbröder och morbröder), gör härifrån ett undantag, men deras besök är genom skick och bruk vanligtvis inskränkt till högtidliga tillfällen, såsom bröllop, barns födelse och omskärelse samt bejramsfesterna. Även tiden för dessa besök är knappt tillmätt, och i regel är alltid kvinnliga tjänare eller andra "förkläden" närvarande. Det har även varit praxis att en manlig läkare endast i nödfall får tillträde till harem.

## Levnadsförhållanden
De kvinnor som vistas i ett traditionellt harem har vanligen inget förvärvsarbete utan förutsätts ägna sig åt vård av barn och hushåll, textila hantverk och skönhetsvård. Det är vanligt att kvinnor besöker andra kvinnor i deras harem. Vill husfadern vid sådana besök träda in i sitt harem, måste han låta anmäla sig för att ge de besökande kvinnorna tid att beslöja sig.
Även om livet i ett harem var avskilt och kvinnorna beroende av männen för sin försörjning, betydde det inte alltid att kvinnorna i harem saknade inflytande utanför haremet. Genom att utöva inflytande över husfadern kan haremskvinnor genom honom utöva inflytande på livet utanför haremet. När haremet är kungligt, kunde kvinnorna på detta sätt även utöva inflytande över politik. Ett exempel på detta var kvinnorna i sultanens harem i det ottomanska riket, där vissa kvinnor skaffade sig stort inflytande i politiska frågor genom sitt inflytande på sultanen.

## Skildring i konst
Haremslivet har skildrats i både orientalisk och västerländsk bildkonst. Inom den västerländska bildkonsten blev under romantiken skildringar av orienten populära, i och med européernas ökande intresse för platser och kulturer som upplevdes som främmande och exotiska, med bland annat haremslivet som motiv. De västerländska konstnärernas skildringar av haremslivet under romantiken utgick dock ofta från stereotypa föreställningar och var inte sällan även influerade av konstnärernas fantasi, föreställningar som kan göra sig gällande i västerländsk uppfattning om haremslivet än idag.

## Upphörande
Könssegregation av kvinnor i harem upphörde över större delen av den muslimska världen under första hälften av 1900-talet. Detta skedde på grund av den dåvarande arabiska sekulära modernismen, som var influerad av Västvärlden och dominerade i Arabvärlden tiden 1900-1970. Det var en tid när muslimska stater slogs för sin självständighet och sedan uppnådde den. De nya muslimska nationalstaterna var sekulära och uppfattade kvinnors frigörelse som en nödvändig del av den modernisering som skulle göra de nya nationerna starka och förmögna att tävla med Västvärlden. 
Haremsinstitutionen upplöstes först i länder med större kontakt med Västvärlden, och i samhällsklasser där kvinnor tidigare fick tillgång till västerländsk bildning. De kungliga haremen i Mellanöstern, så som det Kejserliga osmanska haremet, Muhammad Ali-dynastins harem i Egypten och Qajardynastins harem i Persien, upphörde alla vid 1900-talets början, när muslimska monarkier antingen avskaffades, eller också moderniserades och gav kungliga kvinnor en offentlig roll. De kungliga haremens avskaffande blev normalt ett exempel som följdes av den övriga överklassen och medelklassen. Upplösningen av haremen samspelade med tidpunkten när kvinnor började visa sig offentligt utan hijab, utbilda sig och yrkesarbeta, något som skedde i muslimska länder under just första halvan av 1900-talet. 
I andra mer konservativa delar av den muslimska världen varade dock könssegregation betydligt längre, så som på den arabiska halvön och i Afghanistan. Länder där slaveriet avskaffades sent förekom också konkubiner längre. Sexuellt slaveri av konkubiner av icke muslimskt ursprung förekom i muslimska länder så länge slaveriet var lagligt i dem. I de flesta muslimska länder var slaveri lagligt till in på 1900-talet, och konkubiner, som oftast ägdes av rika män som höll dem i harem, förekom omvittnat i dessa länder fram till slaveriets avskaffande. 
Ahmad bin Yahya, kung i Yemen 1948-1962, uppgavs ha haft 100 konkubiner i sitt harem tills slaveriet avskaffades 1962; den saudiska kungens son prins Talal frigav femtio konkubiner i augusti 1962, strax före avskaffandet av slaveriet 1962; och Said bin Taimur, sultan av Oman 1932-1970, hade ett harem av omkring 150 konkubiner i sitt harem  före avskaffandet av slaveriet i Oman 1970. 
Efter att den sekulära modernismen i den muslimska världen ersattes av den Islamiska väckelsen på 1980-talet förekom en religiös islamistisk retorik som förespråkade en återgång till könssegregation och ogillade utvecklingen med kvinnor som utbildade sig, arbetade och visade sig offentligt utan slöja. Detta ledde till en utveckling, där kvinnor som ville utbilda sig och arbeta, kompromissade genom att göra detta iklädda hijab, som uppfattades som en typ av segregation mellan könen utan att vara ett faktiskt harem.

## Exempel på muslimska harem
Historiskt sett har förmögna mäns harem omfattat inte endast mannens hustrur och kvinnliga släktingar, utan också hans konkubiner (sexslavar), som hållits under övervakning av förslavade manliga eunucker. 
Seden att använda eunucker som tjänare och vakter i harem har en förebild i Muhammeds eget liv, då använde eunucken Mabur som tjänare till sin konkubin Maria al-Qibtiyya (båda var slavar: han hade fått båda som gåvor från Egypten).
Denna typ av harem existerade fortsatt långt in på 1900-talet, då slaveri existerade på många håll i den muslimska världen ännu under 1960-talet. 

### Abbasidkalifatet
Se artikel Abbasidernas harem och Slaveri i Abbasidkalifatet
Det var under Abbasidkalifatet (750–1258) som kvinnor i den muslimska världen slutgiltigt segregerades i harem. Så sent som på 770-talet kunde kalifens mor Al-Khayzuran fortfarande umgås vid hovet i könsblandad miljö, men snart avskildes kvinnorna i kalifens familj från all kontakt med män och från deltagande i det offentliga livet. 
I kalifens harem stod hans mor först i rang av alla hovets kvinnor. Andra rangen intogs av kalifens fyra hustrur. Även kalifens ogifta kvinnliga släktingar, systrar och döttrar, kunde leva i hans harem. Kalifens konkubiner var slavar av icke muslimskt ursprung. Efter konkubinerna kom kvinnliga slavar som uppträdde som underhållare, dansare och sångare, för kalifen och hans haremskvinnor. En andra kategori av kvinnliga slavar, Qahramana, fungerade som tjänare och hovfunktionärer, agerade mellanhand mellan haremet och yttervärlden och fick därför lämna haremet.  Haremet vaktades av eunuckerna. Haremets kvinnor fick med undantag av Qahramana-kvinnorna inte lämna haremet eller visa sig för män. 
Kalifens exempel följdes av överklassen i mindre skala, och abbasidernas harem blev en förebild för hur de kungliga haremen organiserades i de muslimska riken som utkristalliserades ur Abbasidkalifatet, som till exempel fatimidernas kalifat och haremen i al-andalus.

### Al-Andalus
Se artikel Slaveri i Al-Andalus

#### Kalifatet Córdoba
Det mesta berömda haremet i Al-Andalus är kanske det i Kalifatet Córdoba (929-1031). Dess organisation byggde på Abbasidernas harem. 
Kalifen i Cordoba kunde ha tusentals slavkonkubiner i sitt harem. Konkubinerna var ofta Saqaliba-slavar (européer), då deras bleka hy betraktades som vacker.
Konkubinerna (jawaris) bildades i många olika kunskaper för att attrahera kalifen, i allt från musik och litteratur till medicin. En konkubin som födde ett barn uppnådde status som umm walad, vilket innebar att hon automatiskt blev fri när hennes ägare avled. 
Manliga Saqaliba-slavar användes som soldater, tjänare och en mängd andra uppgifter, men kunde också bli eunucker i haremet. 

#### Almoraviderna
Haremsystemet byggde liksom i andra muslimska riken på manliga eunucker och kvinnliga konkubiner, som båda köptes på slavmarknaden. Slavar importerades från Centralasien (turkar), Bysans, berber och Afrika söder om Sahara. 
Slavar tillfångatogs i både regelrätta militärkampanjer och i slavräder över de religiösa gränserna mot det kristna Nordspanien, liksom mot Afrika söder om Sahara i Sahel, och de både såldes inom riket, och exporterades vidare till Mellanöstern.  
Al-Bakri (c. 1040–1094) beskrev hur man kunde köpa utmärkta utbildade kockar och franska patissieres och ljushyade flickor som konkubiner i Awdaghust.
Överklassen allmänt använde slavar som sexsslavar och jordbruksarbetare, och kungligheter använde dem också för militära ändamål som slavsoldater. 
Almoraviderna använde sig av kristna slavsoldater liksom kristna legosoldater.
Slavar gavs bort i gåva inom den kungliga dynastin, och emir Yusuf ibn Tashfin gav till exempel slavar i gåva till sin kusin Abu Bakr ibn Umar.
Både vita och svarta slavar nämns indirekt som slavar i almoravidernas kungliga hushåll. 
Almoravidernas hustjänare var antingen slavar eller före detta slavar, av vilka de manliga som regel var eunucker: tjänarna kallades khadim, vilket också var en eufemism för eunucker (khasi).
Eunucker, som kunde röra sig fritt både i haremet och i resten av hovet, betraktades som lojala och utnämndes till höga hovämbeten, som hujjab (överhovmästare).
Almoraviderna använde liksom de flesta muslimska dynastier konkubiner för att skaffa sig arvingar, eftersom en slavinna inte ansågs ha någon egen familj, vilket innebar att avel med slavinnor höll dynastins släktlinje separat från en förening med andra släktlinjer, och undvek sociala och politiska komplikationer.
Konkubinerna var icke-muslimska flickor som tillfångatagits vid gränserna till det hedniska Afrika eller de kristna Nordspanien under militära kampanjer eller rena slavräder, efter vilka de delades ut som krigsbyte till deltagarna eller såldes på slavmarknaden.
En konkubin var tvungen att tävla med andra konkubiner för att väcka intresse hos ägaren, för att förhindra att säljas vidare, eller fortsätta arbeta som enbart husslav.  
Inom islam räknades barn födda utom äktenskapet mellan en man och hans slavinna som äkta om fadern erkände barnet som sitt, och modern blev då umm walad och frigavs automatiskt vid sin ägares död. 
Många almoravider hade kristna (och därmed europeiska) slavmödrar.
Även inom almoraviderna förekom det vanliga sceneriet i den muslimska världen, att slavmodern till en prins blev automatiskt fri vid sin ägares död och sedan en inflytelserik mor till en manlig regent. Almoraviderna skulle komma att kritiseras av sina efterträdare för att tillåta kvinnor alltför mycket inflytande, och kvinnor i de kungliga haremet tillskrevs ofta inflytande.

#### Almohadkalifatet
Slavar importerades från Centralasien (turkar), Bysans, berber och Afrika söder om Sahara. 
Slavar tillfångatogs i både regelrätta militärkampanjer och i slavräder, över de religiösa gränserna mot det kristna Nordspanien, liksom mot Afrika söder om Sahara i Sahel, och de både såldes inom riket och exporterades vidare till Mellanöstern.  
Överklassen allmänt använde slavar som sexsslavar och jordbruksarbetare, och kungligheter använde dem också för militära ändamål som slavsoldater. 
Almohaderna använde sig av kristna slavsoldater liksom kristna legosoldater, och det uppges ha funnits 12,000 kristna trupper i Marrakesh cirka år 1200.
Både vita och svarta slavar nämns indirekt som slavar i almohadernas kungliga hushåll. 
Utanför haremet arbetade manliga slavar som inte var eunucker. Afrikanska slavar användes till den kungliga almohadiska livvakten, kallad hasham eller abid al-makhzan. 
Almohadernas hustjänare var antingen slavar eller före detta slavar, av vilka de manliga som regel var eunucker: tjänarna kallades khadim, vilket också var en eufemism för eunucker (khasi). 
Manliga tjänare i haremet var eunucker. De var även omtyckta i övriga hovet. Eunucker betraktades som lojala och utnämndes till höga hovämbeten som hujjab (överhovmästare).
Almohaderna använde liksom de flesta muslimska dynastier konkubiner för att skaffa sig arvingar, eftersom en slavinna inte ansågs ha någon egen familj, vilket innebar att avel med slavinnor höll dynastins släktlinje separat från en förening med andra släktlinjer, och undvek sociala och politiska komplikationer.
Initialt var almohadernas konkubiner ofta muslimer. Islam förbjöd muslimer att ta muslimer som slavar, men almohaderna hade grundat en ny sekt av islam, almohadismen, och betraktade övriga muslimer som kättare och inte som riktiga muslimer, och ansåg därför att det var legitimt för dem att ta muslimska slavar under sin erövring av almoravidriket under 1100-talets mitt. Kalifen Abd al-Mumin hade ett stort antal muslimska kvinnor i sitt harem tagna som slavar under hans erövring av almoravidriket; deras civilstatus uttrycks inte rakt ut, men endast en enda av dessa kvinnor nämns uttryckligen som hustru och fri kvinna (al-hurra), och endast hennes far som kalifens svärfar, och de övriga var troligen slavkonkubiner. 
Av de många kvinnorna i hans harem nämns endast två vid namn: hans lagliga hustru, Safiyya bint Abi Imran, och Fatima från Fez, som var mor till hans son Abu al-Hasan Ali.
När almohadernas erövring var fullständig övergick dock almohaderna till den för muslimska dynastiers normala sed. Konkubinerna var i fortsättningen icke-muslimska flickor som tillfångatagits vid gränserna till det hedniska Afrika eller de kristna Nordspanien under militära kampanjer eller rena slavräder, efter vilka de delades ut som krigsbyte till deltagarna eller såldes på slavmarknaden, och förväntades konvertera efter sitt förslavande.
En konkubin var tvungen att tävla med andra konkubiner för att väcka intresse hos ägaren, för att förhindra att säljas vidare eller fortsätta arbeta som enbart husslav.  
Inom islam räknades barn födda utom äktenskapet mellan en man och hans slavinna som äkta om fadern erkände barnet som sitt, och modern blev då umm walad och frigavs automatiskt vid sin ägares död. 
Konkubiner kunde få stort inflytande över sina ägare eller söner. När Idris al-Mamun avled 1232 förvarnade hans kristna gemål Habbaba palatsets kristna milis innan hon avslöjade hans död för de muslimska hovfunktionärerna, för att ge sina trosfränder fördelar inför den kommande maktkampen vid tronskiftet.

#### Emiratet Granada
Haremet i Emiratet Granada (1238-1492) byggde i sin tur på Cordobas haremsmodell. Monarkerna ur nasridernas dynasti gifte sig normalt med sina kusiner (al-hurra). Utöver sina lagliga hustrur (zawŷ) hade de även ett valfritt antal konkubiner (slavar). Konkubinerna (ŷawārī, mamlūkāt) var normalt kristna kvinnor (rūmiyyas) som köpts av slavhandlare eller kidnappats under expeditioner mot de kristna rikena i norra Spanien. En konkubin som hade fött ett barn erkänt av deras ägare som sitt kallades ummahāt al-awlād och blev fri (hurra) efter sin ägares död.
Ibn al-Khaṭīb klassificierade haremskonkubiner utifrån etnicitet och tillskrev dem olika egenskaper: 
"The Arabic women from the desert [are] well experienced, the houriesof paradise with red colors, thin and slim waists, adorned necks, honey-colored lips, big eyes, characteristic perfume suitable for all natures,gentle movements, courteous spirits, kind meanings, dry vulvas, softkisses, and a straight nose. The Maghribī women, with black hair, a kindface, sweet smile, honey-colored and very red lips with a dark shade, and wrists whose beauty is perfected by mirrors and the indigo drawing ofthe tattoo. The Christians, of diaphanous whiteness, movable breasts,thin bodies, balanced fat, superb flesh in a narrow build of brocades,bodies and backs embellished with beautiful jewels and gorgeous beads;they stand out for the peculiarity of being foreign and for how theyblandish (. . .)."

### Alaouitedynastins Marocko
Se artikel Slaveri i Marocko
Den marockanska Alaouitedynastins kungliga harem har historiskt inte varit ett ämne för mycket forskning. Det tycks dock ha samma grundmodell som haremen i andra muslimska hov: med hustrur, förslavade konkubiner, kvinnliga slavar och eunucker, i enlighet med det vanliga mönstret för muslimska dynastier. Alaouitedynastins regenter gifte sig ofta med fria kvinnor som tillhörde inhemska mäktiga familjer, som till exempel klanledares familjer, som sultanen ville vinna stöd hos. Det var också vanligt att han gifte sig med en före detta konkubin.  
De kvinnliga konkubinerna kom ofta från Slavhandeln på Barbareskkusten. Eunucker och kvinnliga tjänare var ofta afrikanska slavar från den trans-sahariska slavhandeln. 
Det harem som fått mest uppmärksamhet i Marockos historia är det som tillhörde Ismail Ibn Sharif, som var regerande sultan mellan 1672 och 1727. Han uppges ha haft över 500 förslavade konkubiner i sitt harem, och ska ha blivit far till 525 söner och 342 döttrar år 1703, och sjuhundra söner år 1721.
Under 1800-talet upphörde slavhandeln på Barbareskkusten, men europeiska slavinnor avsedda för att bli konkubiner kunde fortfarande köpas via den så kallade kirkassiska slavhandeln i mindre skala. Den trans-sahariska slavhandeln undertrycktes av de franska och spanska koloniala myndigheterna under 1920-talet. Afrikanska slavar smugglades dock länge in i landet, och befintliga slavars barn ärvde sin slavstatus av sina föräldrar. 
Det kungliga haremet fanns kvar under hela kung Hassan II:s regeringstid (1961-1999). Hans harem inkluderade fyrtio konkubiner (enligt islamisk lag per definition slavar), chaufförer och andra tjänare, som härstammade från generationer slavar och som ärvts inom det kungliga hovet.
Det kungliga haremet upplöstes slutligen på order av kung Muhammad VI av Marocko när han tillträdde tronen 1999.

### Ayyubiderna
Ayyubidernas kungliga harem i sultanatet i Egypten och Syrien tycks ha följt en likartad modell som sin föregångare. 
De flesta hustrur och mödrar till ayyubiderna är sällan kända ens till namnet. Det framgår att sultanerna ibland gifte sig med fria muslimska kvinnor, men endast få fall är kända: så som Saladin, som var gift med Ismat ad-Din Khatun, och Al-Kamil, som var gift med Sitti Sawda. I de flesta fall är inga hustrur kända och sultanerna tycks ha föredragit att använda slavinnor för att skaffa sig arvingar. 
Icke-muslimska (kafir) kvinnliga slavar köptes in till haremet från icke-muslimska länder (dar al-harb), och tvingades konvertera till islam då de anlände. I haremet blev de antingen utvalda som konkubiner (sexslavar) till sultanen, eller till tjänare. En del av slavinnorna hade mottagit träning som qiyan och uppträdde som underhållare: musiker, sångare och reciterade poesi. Slavinnor kunde befordras till att bli konkubiner. Surur (qiyan) och Adschība (qiyan) var båda qiyan-underhållare som sedan blev sultanens konkubiner. 
En konkubin som födde ett barn som erkändes av sultanen, blev en umm-walad, och därmed frigiven vid sultanens död. Mödrar till barn hade rang över övriga konkubiner, och tycks genom födelsen av ett barn ha ansetts på allvar blivit en del av kungafamiljen. Det förekom att sultanen frigav och sedan gifte sig med en konkubin. Det var dock inte nödvändigt: att föda ett barn som sultanen erkänt var nog för att betraktas som fullvärdig medlem i dynastin. Sultanens mor hade haremets högsta rang. 
Eunucker kom att spela en viktig roll i haremet som mellanhänder. 
Det mest berömda exemplet från ayyubiddynastins harem var Shajar al-Durr. Hon var ursprungligen kristen från Armenien (andra källar uppger turkisk från Centralasian), men blev som andra slavar tvingad att konvertera till islam.
Hon gavs i gåva till den senare sultan al-Salih år 1239, när han var provinsguvernör i Anatolien. Hon blev hans konkubin, och sedan hon fött honom en son som han erkände faderskapet till, uppnådde hon status som um-walad. Även om hennes son avled tre månader gammal, blev hon som mor till en son en av haremets främsta personer. Även om Shajar al-Durrs liv senare blev unikt - då hon blev den enda slavinna som erövrade tronen - så var hennes liv fram till dess typiskt för en slavinna i ayyubiddynastins harem.

### Brunei
Se även: Slaveri i Brunei
Historiskt nämns att slavar fördes till Brunei av köpmän, och att de ofta var av javanesisk härkomst.
En av användningsområdena för slavar i Brunei var sultanens harem. En brittisk resenär omtalade sultanens harem som det såg ut under 1850-talet som en institution där kvinnorna isolerades så mycket från omvärlden att sultanen till och med utförde reparationsarbeten på byggnaden själv för att han inte ville släppa in hantverkare i byggnaden:
"The harem of the Brunei sultan is no splendind abode It reminds one rather of a barn than of Haroun Alrashid's palace. In a building some seventy feet by forty, fourscore women live - wives, concubines, and slaves. I do not know that any white person has beheld the insde of it, for his majesty carries jealous care to the verge of hypochondria. [...] Putting aside the prosaic question of securing a good meal every day, inmakes of a royal harem who recieve but one setof clothes a year - and those of cotton or cheapest silk - will always be plotting to get finery and cash. The house is old, constantly needing repari, and the sultan will not allow even a carpenter to go inside it.[...] The old monarch handled tools himself, assisted by the female slaves".
Slaveriet avskaffades formellt 1928.

### Fatimiderna
Se artikel Slaveri i Egypten
Fatimiderna i Egypten (909–1171) hade Abbasidernas harem som grundmodell. Även den byggde på grundmodellen med härskarens mor som den normalt viktigaste kvinnan, slavkonkubiner som blev umm walad om de födde härskarens barn; Jarya-slavinnor som underhållare; kvinnliga slavar som tjänare, och manliga eunucker. 
Kvinnorna i det fatimidernas haremet, som var mycket stort och kunde innehålla tusentals kvinnor, fick aldrig ses av en man utan måste leva hela sitt liv dolda bakom väggarna. 
Det hindrade dock inte att de kunde spela en offentlig roll, och de tilläts både skriva och emotta brev och tala med människor från bakom en skärm. 
Hos fatimiderna kallades den främsta kvinna, som vanligen var monarkens mor, modern till hans tronarvinge eller möjligen en kvinnlig släkting, för sayyida eller al-sayyida al-malika ("drottning"), och hans gemåler, vare sig de var hustrur eller slavkonkubiner, för jiha eller al-jiha al-aliya (Hennes Höghet). 
Fatimidernas konkubiner var ofta kristna eller före detta kristna, men deras ursprung är ofta okänt, och information om dem är bristfällig förutom de mest framträdande av dem; de beskrivs som vackra sångare, dansöser och musiker, var ofta föremål för kärleksdikter och anklagades ofta av samtida författare för att manipulera monarken. 
En del kvinnor anlände som krigsbyten: när Abd Allah al-Mahdi Billah besegrade aghlabiderna medfördes de slavinnor och eunucker som hade ingått i aghlabidernas harem som slavar till fatimidernas harem.
Under konkubinerna fanns de kvinnliga underhållarna, sång-flickorna, som kunde sjunga, dansa och spela musik, och som ofta gavs som diplomatiska gåvor mellan monarker. 
Haremen hos både den regerande dynastin och övriga överklassmän kunde innehålla hundratals slavar: visir Ibn Killis hade till exempel ett hushåll på 800 konkubiner och 4 000 förslavade manliga livvakter.
Högst i rang vid hovet var överhovmästaren, hajib, som ofta var eunuck men som efter flytten till Kairo ofta var sahib al-bab och som var militär och placera direkt under visiren i rang.  
Eunucker hade ansvar för haremet: de översåg kvinnorna, vaktade dem, informerade dem och rapporterade om dem, och fungerade som länken mellan dem och yttervärlden.
Alla kvinnor verksamma vid hovet kallades för mustakhdimat eller qusuriyyat; kungliga slavinnor verksamma i det kungliga hushållet kallades muqimat och de som arbetade för hovet i hovets verkstäder i till exempel Fustat eller Qarafa kallades munqaqitat. Kvinnor arbetade i fabriker, 
arbab al-san'i min al-qusuriyyat, i hovets verkstäder som tillverkade kläder och livsmedel; de som arbetade i de offentliga fabriker kallades zahir och de som verkade i fabriker som tillverkade varor enbart för hovet kallades khassa. 
De uppgick ofta till trettio slavinnor per fabrik och arbetade under överseende av en slavinna med titeln zayn al-khuzzan, som ofta var grek. 

De slavinnor som användes som tjänare stod lägst ned i hierarkin. Hustrur, favoritkonkubiner och kvinnliga släktingar kunde ha hundratals kvinnliga slavar som uppassare. 
Fatimiderna utnämnde ammor till sina barn för att förhindra deras mödrar från att få inflytande över dem, och dessa ammor kunde uppnå en privilegierad position genom sin roll som uppfostrare av en tronarvinge och förbindelselänk mellan tronarvingen, monarken och modern.
En kategori slavinnor bar titeln shadadat och utgjorde de slavinnor som hade en viss förbindelse med yttervärlden, då de arbetade i de underjordiska gångar (saradib) som förband de olika delarna av palatset med varandra, och som användes av monarken. Dessa kvinnor förde varor från yttervärlden till haremet i de underjordiska gångarna med hjälp av mulor och åsnor.

### Jemen
Ett traditionellt kungligt harem fanns fortfarande i Jemen under Kungariket Jemen (1918-1962). Kungen och imamen Ahmad bin Yahya (regent 1948-1962) uppgavs ha ett harem av 100 slavkvinnor.

### Khedivatet Egypten
Härskarens harem i Khedivatet Egypten (1805-1914) var influerad av dess osmanska motsvarighet. 
Khedivens harem bestod av hundratals och ibland tusentals slavinnor övervakade av hans mor (med titeln walida pasha), med hans fyra hustrur (hanim) som plats nummer två i hierarkin efter hans mor, strax före hans officiellt erkända favoritkonkubiner, (qadin), på plats nummer tre.
De flesta av de förslavade kvinnorna hade olika tjänstepositioner i haremet med olika titlar, så som den högsta tjänsten bash qalfa, den första kvinnliga tjänaren hos haremets högsta kvinna, härskarens mor walida pasha.
Slavkvinnorna blev regelbundet frigivna, fick en hemgift bekostad av khediven, och giftes bort i strategiska äktenskap med olika manliga slavar (kallad kul eller mamluk), för att skapa lojalitetsband och tacksamhetsskuld mellan khediven och de manliga slavar som utbildades för att bli officerare och tjänstemän.  
En minoritet av slavinnorna valdes ut för att bli tjänare (konkubiner) åt khediven själv, vanligen av hans mor; dessa kunde ibland slutligen bli hustrur till khediven, och frigivna genom umm walad (även kallad mustawlada) om de födde barn åt honom.
Muhammed Ali av Egypten ska ha haft tjugofem hustrur och konkubiner.
Den egyptiska överklassen imiterade khedivens hushåll och hade själva harem som fungerade enligt samma principer i mindre skala, och gifte bort sina slavinnor med manliga protegéer som sedan hamnade i tacksamhetsskuld.
Detta system inledde en långsam avveckling från 1873 och framåt, när Tewfik Pasha gifte sig monogamt med Emina Ilhamy och satte ett exempel för monogami för överklassen, samtidigt som tanzimat-reformerna avskaffade mamluksystemet och ersatte systemet med att träna manliga slavar till att bli militärer och byråkrater och istället ersatte dem med fria utbildade studenter.   
År 1877 följde sedan Anglo-Egyptian Convention for the Abolition of Slavery, som förbjöd importen av manliga slavar till Egypten, som tidigare utgjort förslavade militärer och tjänstemän, utökat 1884 av förbudet av vita kvinnor genom slavhandeln på Svarta havet, som tidigare hade utgjort haremets slavinnor.
Avvecklingen gick dock långsamt och gradvis: det kungliga haremet och de egyptiska överklassmännens harem med afrikanska eunucker och vita slavinnor bestod till första världskriget, och monarkens mor hade fortsatt slavar så sent som år 1931.   
Det kungliga haremet i Egypten upplöstes slutligen 1938, när kungafamiljens kvinnor på monarkens önskan började delta i offentlig representation, vilket också gjorde haremen omoderna bland den övriga överklassen.

### Mamluksultanatet
Mamluksultanatets sultaner hade sitt kungliga harem i Citadel al-Hawsh i huvudstaden Kairo 1250-1517.
Mamluksultanernas harem byggde på abbasidernas haremsmodell. 
Haremet vaktades av förslavade eunucker som fungerade som förbindelselänkar mellan haremet och yttervärlden. Eunuckerna kom i början ofta från slavhandeln på Balkan, men från 1400-talet vanligen från Kaukasus via slavhandeln på Svarta havet. De hade ansvaret för haremet och fungerade som dess ämbetsmän. 
Haremskvinnorna, gemåler till sultanerna, var slavkvinnor som kom till haremet som småflickor. De kunde fungera som artister, sångerskor och danserskor. De kunde tas som konkubiner av sultanen, som i vissa fall även gifte sig med dem. 
Haremskvinnorna betjänades av slavinnor som kallades qahramana eller qahramaniyya, och som kunde utföra många olika tjänster, som till exempel barnsköterskor. 
Mamluksultanernas harem var ursprungligen ganska blygsamt, men expanderade kraftigt vid mitten av 1300-talet, och kom sedan att utveckla lika stor lyx och konsumera lika många slavar som de tidigare fatimidernas. 
Sultan Al-Nasir Muhammad (regerade 1293-1341) expanderade haremet till en större storlek och lyx än någon av sina företrädare. 
Han föredrog muwalladat-konkubiner, och lämnade 1 200 efter sig vid sin död, av vilka 505 var sångerskor. 
Han gifte sig med en slavinna, Tughay (d. 1348), som han begärde skulle få samma hedersbetygelser som han själv; hon lämnade ensam efter sig 1 000 slavflickor och 80 eunucker vid sin död. 
al-Nasir Muhammads gamla barnsköterska Sitt Hadaqs, var qahramana/qahramaniyya i haremet, och skaffade sig en inflytelserik position och kunde berika sig med en förmögenhet.
Haremet spelade en inflytelserik roll; emiren Arghun Al-alai, regent för sultan Al-Salih Ismail, gifte sig också med sultanens mor för att säkra sin makt. 
Sultan As-Salih Salih (d. 1354) gav sin mor stort inflytande, och lät arrangera en praktfull kunglig bankett i haremet där han själv betjänade henne och organiserade där en kunglig procession, mawkib sultani, av samma slag som annars gavs honom. 
Sultan Abu Bakr gifte sig med två av sina slavflickor, och konkubinen Ittifaq blev gift med sultan al-Salih Ismail, togs som konkubin av hans bror och efterträdare sultan Al-Kamil Sha'ban, och gifte sig slutligen med sultan al-Muzaffar.
Mamluksultanatet upphörde att vara ärftligt efter 1382 och övergick från en arvmonarki till ett styre där sultanerna efterträddes av sina emirer. Under 1400-talet etablerades informellt en form av dynastisk legitimitet och kontinuitet genom att en ny sultan vid sitt tillträde gifte sig med änkan eller annan kvinna ur sin företrädares hushåll eller familj.
Zaynab bint ʿAlī ibn Khaṣṣbakd, dotter till en mamlukisk adelsman, var gift med Sultan Inal (regent 1453-1461) och hennes syster Fāṭima bint ʿAlī ibn Khaṣṣbak (d. 1505) gifte sig först med sultan Sayf ad-Din Qa'itbay (regent 1468-1497) och 1501 med sultan Tuman bay I (regent 1501). 
Sultan Sayf ad-Din Qa'itbay (regent 1468-1496) hade utöver sin hustru Fāṭima bint ʿAlī ibn Khaṣṣbak även en cirkassisk konkubin, Aṣalbāy,
mor till sultan al-Nāṣir Muḥammad. Sultan An-Nasir Muhammad ibn Qaitbay (regent 1496-1498) gifte sig med Miṣirbāy (d. 1522), en före detta kirkassisk konkubin och änka efter Kurtbāy, guvernör i Gaza; Miṣirbāy i sin tur gifte sig efter sin andre makes död med hans mördare och morbror, sultan Abu Sa'id Qansuh (regent 1498-1500), och slutligen 1517 med Khā’ir Bek, den osmanska guvernören av Egypten. Hennes svärmor Aṣalbāy (d. 1509), konkubin till sultan Sayf ad-Din Qa'itbay (regent 1468-1497) och mor till al-Nāṣir Muḥammad (regent 1496-1498), gifte sig 1500 med sin brors efterträdare sultan Al-Ashraf Janbalat (regent 1500-1501).

### Mogulriket
Se artikel Mogulharemet
Den indiska mogulkejsarens harem bestod i rangordning av hans mor, hustrur, kvinnliga släktingar, och därefter slavkonkubiner. Det fanns en stor mängd hovfunktionärer och tjänare, som alla var antingen eunucker eller kvinnor. Haremet bevakades av eunucker och kvinnliga vakter med titeln urdubegis. Hustrur och konkubiner fick vid endast sällsynta tillfällen lämna haremet för till exempel pilgrimsresor, men då under bevakning för att hindra kontakt med män, och dolda under slöjor.

### Oman
Sultanatet Oman hade ett traditionella kungligt harem fram till avskaffandet av slaveri i Oman 1970. 
Sultan Said bin Taimur (regent 1932-1953) var omvittnat en ökänd slavägare under sin samtid. Utöver sina två hustrur hade han uppskattningsvis 500 slavar, av vilka runt 150 var kvinnor han höll i sitt palats i Sabah. Han hade en dotter, Sayyida Khadija bint Said bin Taimur Al Said, med en av sina slavkonkubiner.

### Osmanska riket
Se artikel Kejserliga osmanska haremet
Sultanens harem utformades slutgiltigt efter erövringen av Konstantinopel 1453, när de osmanska sultanerna slutligen blev permanent bofasta, och upplöstes när monarkin avskaffades i början av 1900-talet. Efter 1400-talet gifte sig sultanen normalt inte, utan fick istället barn med konkubinerna i sitt harem. 
Icke muslimska slavflickor, cariyes, fungerade som odalisker (tjänare) eller som konkubiner.  Konkubinerna delades in i kategorierna Gözde ('favoriten') och Ikbal ('den gynnade'). Konkubiner kunde befordras till att bli en av fyra "hustrur" (de var inte formellt gifta) och fick då titeln kadın ('Hustrun'). Hustrurna kunde befordras till haseki sultan ('sultangemål'), som kunde ersätta sultanens mor, valide sultan, som i enlighet med muslimsk sed hade högst rang i haremet. Kvinnliga köpmän, kira, agerade förbindelselänk med yttervärlden. Haremet vaktades av eunuckerna, som delades in i Kızlar Ağası ("Svarte Chefseunucken"), som vaktade dess yttre gränser, och Kapı Ağası ("Vite Storeunucken"), som upprätthöll den inre ordningen. Haremskvinnorna följde ibland med sultanen på hans resor, men lämnade i övrigt inte haremet, och fick inte träffa män.

### Saudiarabien
Se artikel slaveri i Saudiarabien
Kungariket Saudiarabien bildades 1932. Under rikets första trettio år, fram till 1962, var slaveriet fortsatt lagligt och en aktiv del av samhället. 
Kung Abdul Aziz Ibn-Saud (regent 1932-1953) hade omvittnat ett traditionellt harem, bestående av både hustrur och konkubiner (slavar). 
Det är känt att han hade åtskilliga både hustrur och konkubiner, men antalet har skiftat. En uppgift uppger sjutton hustrur, fyra konkubiner och fyra slavar.
I haremet fanns kvinnor ur olika nationaliteter bland hustrur och slavkonkubiner. 
Prins Tallal var till exempel son till en armenisk kvinna, medan prins Fahd var son till en arabisk kvinna ur Sudeiristammen.
Ibn Saud ingick diplomatiska äktenskap för att stärka banden med olika arabiska stammar; eftersom han var begränsad till fyra hustrur, lät han regelbundet skilja sig från hustrur och gifta sig med nya, vilket innebar ett ständigt skiftande antal hustrur, och han skapade på detta sätt äktenskapsallianser med trettio olika stammar.
Ibn Saud sade till Harry St John Philby att han hade tagit oskulden av hundratals slavflickor och sedan givit bort dem som presenter.
En annan källa specificerar att han år 1930 uppgav till Philby att han hade tagit oskulden från 135 slavflickor samt samlag med ytterligare 100 slavkvinnor, men att han hade beslutat att i fortsättningen bara ämnade gifta sig med två nya hustrur per år och begränsa sig till "four concubines, wifes in all but name... and four slave-girls, to say nothing of his right to select from the damsels at his disposal".
Ibn Saud uppges ha köpt många kvinnliga slavar, och hållit med sina söner, av vilka en del under besök i Europa uppges ha utgått ifrån att europeiska kvinnor var till salu och gick att köpa.
En av hans slavkonkubiner var Baraka Al Yamaniyah (död 22 augusti 2018), en konkubin av afrikanskt ursprung, som blev mor till prins Moqren bin Abdul Aziz, som föddes 1945 och var kronprins 2015.
Churchill nämnde 1945 om Ibn Saud att: 
"He still lived the existence of a patriarchal king of the Arabian desert, with his forty living sons and the seventy ladies of the harem, and three or four official wives, as prescribed by the Prophet, one vacancy being kept".
Haremen innehöll även kvinnliga slavar som användes som tjänare, och det nämns att hustrurna hade slavflickor som tjänare.
Ibn Saud lät inte kvinnor spela någon framträdande roll. Han uppgav själv att han aldrig hade ätit med en kvinna, inte tillät någon kvinna att äta i hans närvaro; han uppgav att han ogillade utbildning för kvinnor, som visserligen borde tillåtit höras på recitationer från koranen, men att förmågan att läsa och skriva var "an accomplishment unsuitable in a woman though not forbidden".
Han ska ha blivit far till 44 söner och ett liknande antal döttrar, andra uppger 42 söner och 125 döttrar. 
Barnen omhändertogs av sina mödrar, fick sitt namn efter sina mödrar, och deras ställning reflekterade deras mödrars position i haremet.
Söner som var barn till slavkvinnor hade lägst status.
Åtminstone flera av Ibn Sauds söner hade slavkonkubiner. Prins Sultan bin Abdul Aziz hade en konkubin med vilken han fick sin son prins prins Bandar bin Sultan Al Saud, som föddes 1949. 
Hennes son uppgav senare: "I was conceived out of wedlock and my mother was a concubine." Hans mor beskrivs som "mörkhyad". 
Hon uppges tydligt ha varit en konkubin, men att den islamiska lagen erkänner utomäktenskapliga barn om deras far erkänner faderskapet (och modern är hans egen slav): "My father recognized the pregnancy of my mother before I was born. That is the reason why I was born in King Abdul Aziz's tented camp in Taif. He personally, King Abdul Aziz, named me with four other kids", något som automatiskt gav hennes son status som prins. Han hade dock ändå lägre status än sönerna till sin fars hustrur. 
Hon anges ha varit en "tjänsteflicka" (husslav eller slavflicka) innan hon blev konkubin till prins Sultan. Hennes son sade om henne:
"My mother was not related to any tribal leader that would provide me with power, nor was she from a royal family." Having lived in the Asir Province of Saudi Arabia, which nestles across from Africa, Khizaran was darker skinned, a feature she passed on to her son Bandar, who is noticeably darker than his brothers. It has been a common misconception in the U.S. press that the prince's mother was African. Bandar often derives curious enjoyment from knowing the truth of a situation while the media speculates endlessly and wrongly about him, and he has made no attempt to explain the geographical background to his mother's heritage. He confessed, "I coyly let that stand for a long time, because as you know by now, I enjoy knowing something that the whole world is talking about mistakenly and I know that it is not true."
Slaveri i Saudiarabien avskaffades 1962. Det kungliga haremet kvarstod i den meningen att kungahusets kvinnliga medlemmar fortsatt levde i könssegregation, men konkubiner och slavar kunde åtminstone officiellt inte längre hållas.

### Seldjukerna
Seldjukernas kungliga harem i Anatolien är fragmentariskt känd, och även namnen på kvinnorna ur dynastin är ofullständigt kända eftersom allt ansågs tillhöra privatlivet. Haremet kallades mukhaddarat-i haram och utgjorde en förebild för det senare kejserliga osmanska haremet.
Haremet inkluderade som andra muslimska harem sultanens mor, hustrur, slavkonkubiner, ogifta systrar och döttrar och förpubertala söner, men dess exakta hierarki är okänd. Haremets personal av eunucker och slavinnor kallades khadam-i haram.
Från 1000-talet utgjorde Anatolien ett religiöst gränsland mellan dar al-Islam och dar al-Harb, och Anatoliens och egeiska öarnas kristna, greker och franker, betraktades som kafir som legitima för muslimer att förslava; och en kristen, framför allt grekisk, bakgrund var den dominanta för slavar i det muslimska Anatolien, även för kungliga slavkonkubiner.
Kärlekspoesin i det muslimska Anatolien idealiserade kristna grekiska kvinnor för äktenskap av muslimska män i alla samhällsklasser. Den samtida grekiska historikern Doukas beskrev de muslimska anatoliska turkarna som män som föredrog grekiska eller italienska kvinnor framför kvinnor ur sin egen nationalitet.
Att köpa en slavinna som konkubin och sedan frige och gifta sig med henne var vanligt. 
Seldjukerna hade ofta både fria hustrur och slavkonkubiner samtidigt, och gifte sig både med fria muslimska kvinnor och med slavkonkubiner. En grekisk kristen bakgrund var den dominanta för kungliga konkubiner, och därmed också för hustrur och mödrar till seldjukiska sultaner. 
Seldjukerna praktiserade liksom den osmanska dynastin principen "en-mor-en-son"-principen, vilket innebar att så fort en hustru eller en konkubin hade fött en son, slutade sultanen att ha samlag med henne för att förhindra henne att föda mer än en son. 
Seldjukerna tillät, i motsats till de flesta muslimska dynastier, icke-muslimska hustrur och konkubiner att fortsätta utöva sin icke-muslimska tro.
Kristna hustrur och konkubiner tilläts uppfostra sina döttrar till kristna; deras söner uppfostrades alltid till muslimer, men deras mödrar tilläts ibland trots detta ofta att döpa dem.

### Sydostasien
Även de kungliga hoven i Sydostasien hade harem. Det gällde till exempel Aceh i Iskandar Muda på Sumatra, Mataramsultanatet på Java, Bantensultanatet på Sumatra, Gowasultanatet på Sulawesi, och Brunei. Införandet av islam i Ostasien gjorde islamiska regler relevanta även där. Sydostasien tillämpade dock inte sharia fullständigt utan den tillämpades parallellt med lokal sedvanelag, och deras harem fick därför en delvis annorlunda karaktär. 
Forskningen har inte uppmärksammat hareminstitutionen i regionen mycket. Eunucker (sida-sida) var inte vanliga i Sydostasien utom i Aceh, som var persiskinfluerat, och där Beaulieu uppgav deras antal till cirka 500 1619-22, tills de plötsligt försvann cirka 1700. 
Vid hovet i Aceh användes också så kallade Nias-danspojkar i åldern 8-12, som användes som sexsslavar så sent som på 1870-talet.
Konkubiner kallades gundik, och till skillnad från hur det var i resten av den muslimska världen, var de inte alltid slavar.  
I Aceh med dess matrilineära seder hade barnet till en slavkonkubin lägre status i generationer, och konkubiner använde därför både preventivmedel och begick barnamord för att undvika det. 
Fria konkubiner hölls i Sumatra så sent som på 1890-talet, vilket var ett brott mot sharialagen. 
På Java fanns seden med fria konkubiner, något som var vanligt hos den javanesiska aristokratin. 
Bantensultanatet tillämpade sharia mer strikt, och tillät därför enbart slavkonkubiner. Banten hämtade konkubiner från de byar som vägrat konvertera till islam och därför hade förslavats: 'those villages which during the period of Islamisation had refused to embrace the new religion, and had thereupon been declared to be slaves'.
Att härstamma från en slav uppfattades som en svår skam. Barnen till fria konkubiner hade lägre status än barnen till hustrur, något som bröt mot sharialagen; prins Dipanagara av Yogyakarta förvägrades till exempel rätten till tronen med hänvisning till att hans mor var konkubin, vilket utlöste stora javakriget 1825-1830. 
Det förekom att muslimska slavkonkubiner såldes till icke-muslimska män, särskilt kineser, vilket också var mot sharia, men var vanligt under 1700-talet. 
I Sulawesi uppges hustrur ha piskat och till och med dödat konkubiner av svartsjuka. Vissa harem uppges ha blivit mycket stora, särskilt Acehs under 1500- och 1600-talet.  
På Borneo uppges konkubiner på 1840-talet ha kunnat äga sina egna slavar.
Icke-muslimska kinesiska flickor (mui tsai eller anak beli), importerades till Aceh så sent som under mellankrigstiden och importerades även vidare därifrån till Arabiska halvön: för att undvika de holländska myndigheterna kallades dessa köpa för adoptioner.
Exakt när seden med konkubiner upphörde är oklart, men den minskade bland den ledande modernistiska eliten som var påverkad av västerlänningar, som beskrev seden som en av de sedvänjor som bidragit till regionens förfall. 
De lokala härskarna fortsatte ha konkubiner även efter att de blivit vasaller till Nederländerna: i Lampung uppges det ha förekommit ännu under första världskriget.

### Timuriderna
Timuriderna (1370-1507) bröt mot islamisk lag genom att de använda fria muslimska kvinnor, döttrar ur framstående muslimska familjer. Syftet var att skapa nätverk av lojala anhängare. Detta väckte kritik av bland annat Babur, men tolererades av politiska skäl. 
Timuridernas harem var indelat i hierarkin hustrur (khavatin), fria konkubiner (qumayan) och förslavade konkubiner (sarariy), men informationen om dessa kvinnor är i allmänhet fragmentarisk. Gauhar Shad, Zuhra Begi Agha och Khadija Begi Agha tillhör de få kvinnor som blivit omtalade.

### Umayyadkalifatet
Umayyaderna började utveckla ett avancerat hovliv när de flyttade från Arabien till sin nya huvudstad Damaskus, där ett omfattande palatskomplex började bildas i slutet av 600-talet. Det innebar också ett större harem. Ytterligare en faktur var att kalifatet under umayyaderna blev ärftligt och att en tronföljd därmed skapades. 
En av de mest omtalade konkubinerna under umayyiderna var Hababah, som har beskrivits som ett varnande exempel på grund av hennes inflytande.
Berbiska konkubiner var särskilt eftertraktade som barnaföderskor i Umayyadkalifatet, och kalifen Hisham ibn Abd al-Malik bad till exempel sina guvernörer i Nordafrika att sända honom berbiska slavinnor som kunde fungera som um walad.

Slavkonkubinerna som blev mödrar till barn som erkändes av deras slavägare blev umm walad, och kunde därmed inte längre säljas; men deras barn sågs inte som jämlika barnen till fria hustrur eftersom de inte var araber, och deras söner ansågs inte kunna ärva kaliftronen.
Den högsta titeln i Umayyad-haremet var umm albanin ("mor till söner").
Umayyadkalifatet var en tid när den arabiska etniciteten tillmättes stor betydelse mot före detta slavar och konvertiter.
Under umayyadernas epok var dock haremet ännu inte så fullständigt könssegregerat som det skulle bli under abbasiderna: hustrur och mödrar till kaliferna tilläts fortfarande under denna tid att ge audiens till manliga gäster. 
Um al-Banin, gift med kalif Al-Walid I, bad framgångsrikt sin make om tillstånd att få träffa guvernören Al-Hajjaj av Irak och Iran sedan han hade sagt: "women are just for pleasure, and not to be trusted with a secret or to be consukted about affairs of the state"; hon lät honom vänta länge, och kallade sedan in honom och sade: "the Caliph will not take your opinion about his women seriously. You are the most trivial person living, and this is why god has chosen you to destroy the ka'ba [during the trevolf of Ibn al-Zubayr] and kill the grandson of Calip Abu Bakr", varefter hennes jawari-slavinna visade ut honom.

## Exempel på icke muslimska harem
Harem har inte endast existerat i den muslimska kulturen. Vissa andra kulturer har innefattat motsvarigheten till harem, i betydelsen isoleringen av kvinnliga familjemedlemmar i könssegregation i en viss del av hemmet. 

### Akamenidernas Persien
Persernas regerande dynasti Akemeniderna påstods av grekerna ha ett harem. 
Den främsta kvinnan i den persiska storkungens hushåll var hans huvudsakliga hustru och drottning, som normalt själv var född som medlem av den kungliga dynastin och mor till tronföljaren. Hon hade sin egen bostad, inkomst, egendom och personal och var inte underställd någon annan än kungen själv. Hans mor, om hon levde, tycks ha varit jämlik i rang. 
Näst i rang var kungens lagligt gifta bihustrur, med titeln bānūka ("damen"). 
Tredje rangen upptogs av ogifta prinsessor, liksom gifta prinsessor som valde att bo i kungens palats med sin familj, med titeln duxçī (dotter). 
Den fjärde rangen var kungens konkubiner: de var slavar som hade köpts på slavmarknaden, mottagits som gåvor eller som tributer, eller tagna som krigsfångar. Konkubinerna tränades för att underhålla kungen och hans gäster som musiker, dansare och sångare. 
Hushållet kunde innehålla hundratals konkubiner och tjänare. 
Grekerna har ofta beskrivit detta kvinnliga hushåll som ett harem. Huruvida den kvinnliga delen av det kungliga hushållet ska beskrivas som ett harem är dock osäkert. Det är inte klarlagt huruvida kvinnorna vid akamenidernas hov levde åtskilda från män. Kvinnornas avdelning vid hovet låg visserligen avskilt från mäns, men detta är inte samma sak som att könen inte fick umgås med varandra. Kungliga och aristokratiska persiska kvinnor undervisades i att rida och skjuta med båge, deltog i jakt och följde med sina män på resor: åtminstone mäns huvudhustrur levde inte i könssegregation, eftersom de uppges ha suttit med sina män vid bordet under festmiddagar,  även om de ska ha lämnat banketten när de kvinnliga underhållarna anlände för att uppträda.

### Assyrien
Kungarna i det forntida Assyrien uppges ha haft ett harem av kvinnor som övervakades av eunucker och förhindrades all kontakt med alla utom de besökare som hade undersökts och fått officiellt tillstånd att besöka haremet.

### Fornegypten
Det finns en populär modern myt om att faraon i det forntida Egypten hade ett harem. 
Kvinnorna i den kungliga familjen hade sin egen avdelning av palatset, som betjänades av en separat personal; men kvinnorna levde inte i könssegregation utan var fria att lämna sin del av palatset och delta i hovlivet med de manliga medlemmarna av hovet, och den kvinnliga avdelningen av faraos palats kan därför inte definieras med termen harem.

### Hinduiska Indien
Se artikel Antahpura
Det är känt att harem existerade i Indien före islams introduktion i Indien. Begreppet purdah, separationen av könen, var ett begrepp i Indien före den Islamiska erövringen av Indien på 700-talet.
Ashoka, härskare i Mauryariket i Indien på 200-talet f.Kr., uppges ha haft ett harem på 500 kvinnor, som hölls isolerade i könssegregation.
Det accepteras dock som ett faktum att harem enligt den definition som nu förstås av begreppet, var starkt påverkat av islamiska seder efter den islamiska erövringen av Indien.

### Partherna
Romarna uppgav att parternas kungar hade ett harem fullt av kvinnliga slavar och hetärer vaktade av eunucker och isolerade från någon kontakt med män, och att kungliga kvinnor inte tilläts sitta med männen vid banketterna. Även icke kungliga förmögna män uppgavs resa med konkubiner vaktade av eunucker. 
Dessa uppgifter är dock opålitliga andrahandsuppgifter som speglar grekernas uppgifter om sina ärkefiender akameniderna, och kan inte bekräftas av oberoende uppgifter.

### Sasanidernas Persien
Sasanidernas kungliga hushåll tycks bygga på traditioner från akameniderna. 
Hierarkin för Sasanidernas kungliga hushåll är inte helt känd. Sasanidernas kungar hade en huvudgemål, som var mor till tronföljaren. Kungen hade också bihustrur och konkubiner av varierande antal, som noteras ha följt med honom på resor och kampanjer. 
Fem titlar är kända för de kungliga kvinnorna: “kunglig prinsessa” (duxšy, duxt); “dam” (bānūg); “drottning” (bānbišn); “imperiets drottning” ([Ērān]šahr bānbišn) och "drottningarnas drottning" (bānbišnān bānbišn). 
Det är dock okänt exakt vilka titlar som användes av vilken kategori kvinnor, och hur många personer som kunde bära en titel samtidigt; det tycks som om titlarnas status varierade utifrån situation, omständigheter och individer, och titlarnas hierarki är okänd.  
Titeln drottning tycks till exempel inte alltid ha burits av huvudhustrun, utan ibland av en dotter eller syster. 
Hushållet övervakades av eunucker. Kvinnliga musiker och sångare tillhörde också haremet. 
Det är dock inte klarlagt huruvida kvinnorna i det kungliga hushållet levde i könssegregation, eller om de tilläts visa sig bland hovets manliga medlemmar. Kvinnor i allmänhet i Sasanidiska Persien levde visserligen i ett strikt samhälle, men tycks inte ha levt i könssegregering.

## Galleri

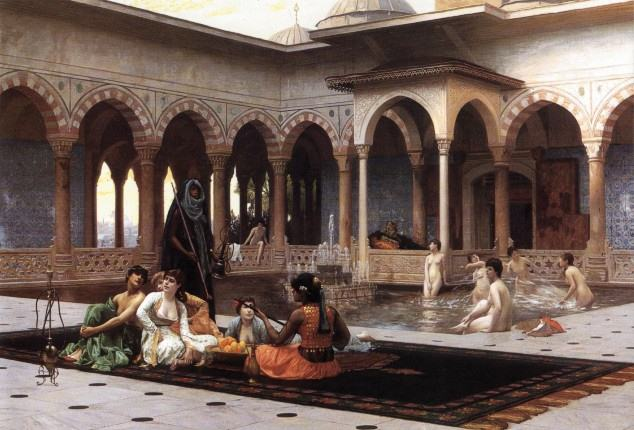
Målning av Jean-Léon Gérôme från 1898. Haremsliv med vilande och badande kvinnor.
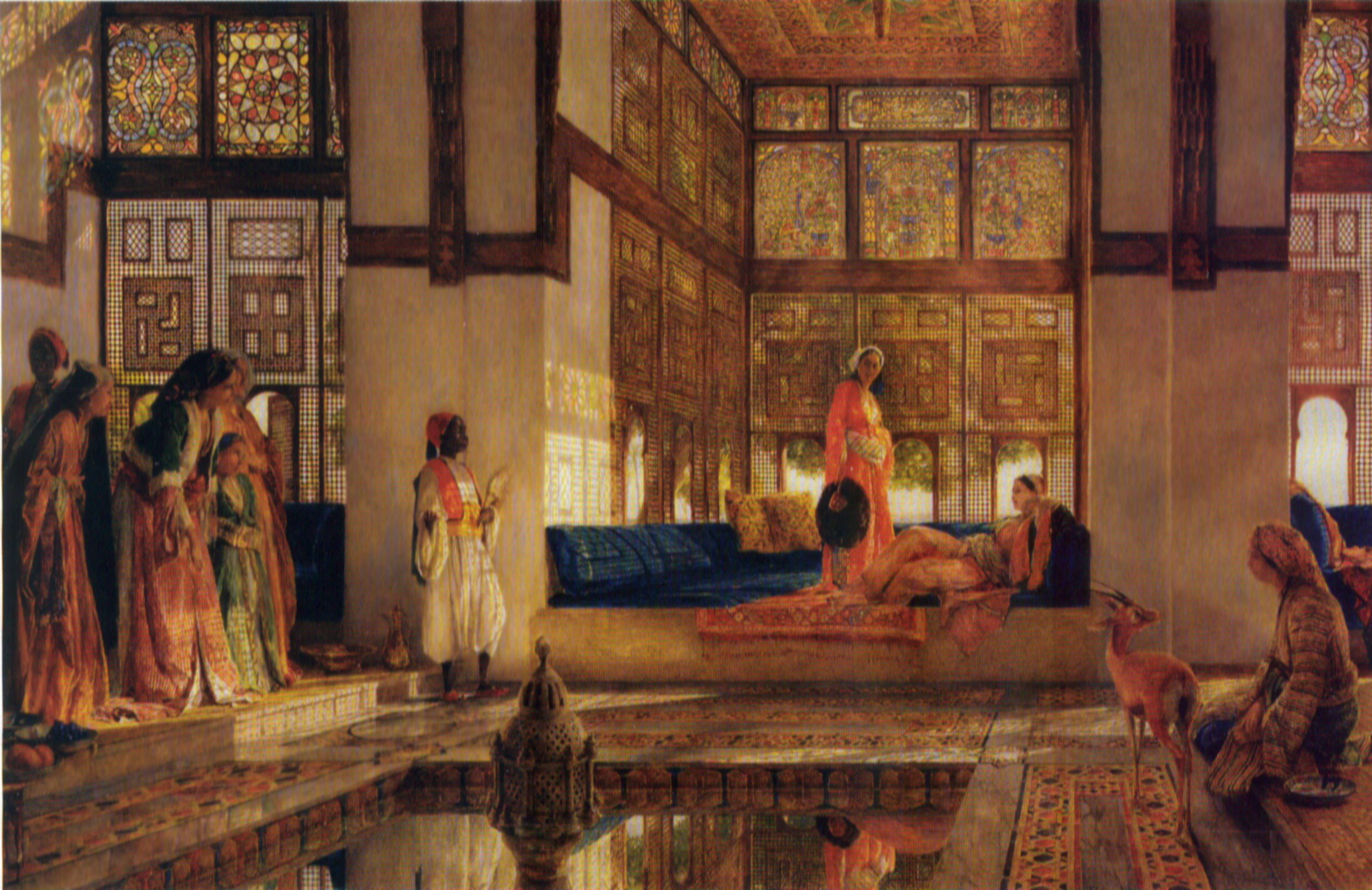
Målning av John Frederick Lewis från 1873. Besökare anländer till ett harem.
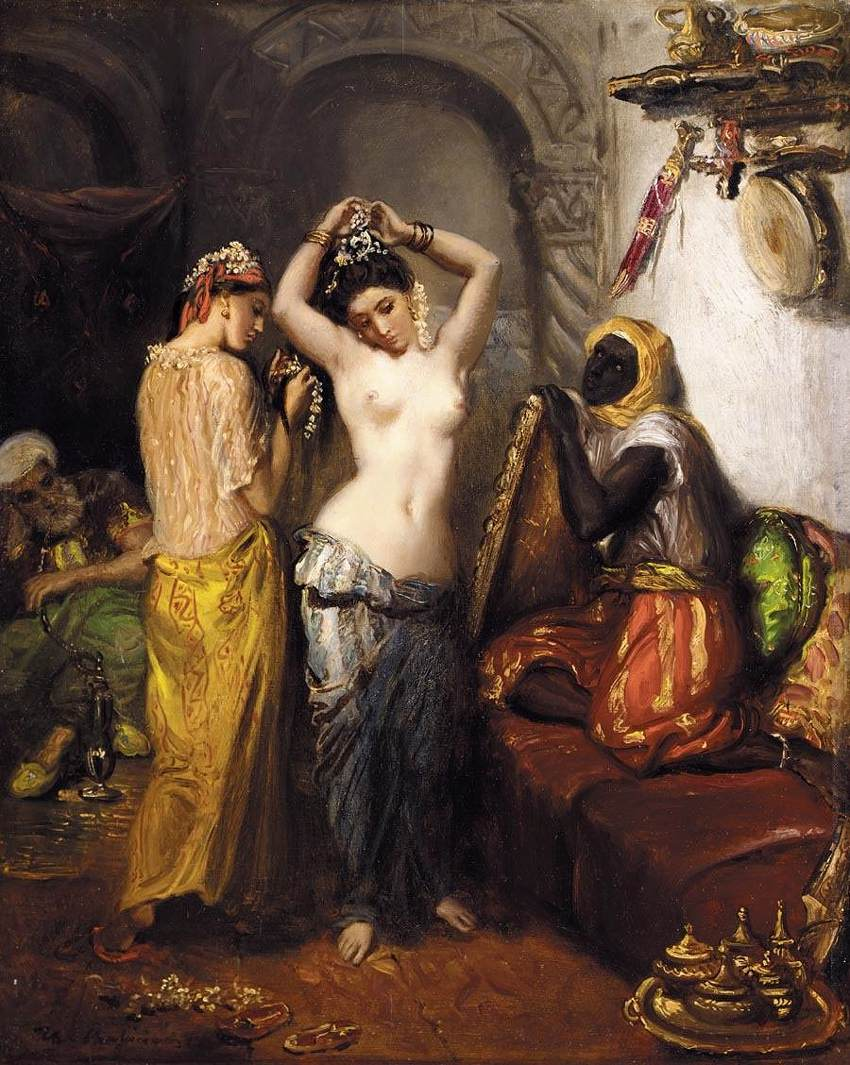
Oljemålning av Theodore Chassériau från 1851–52.
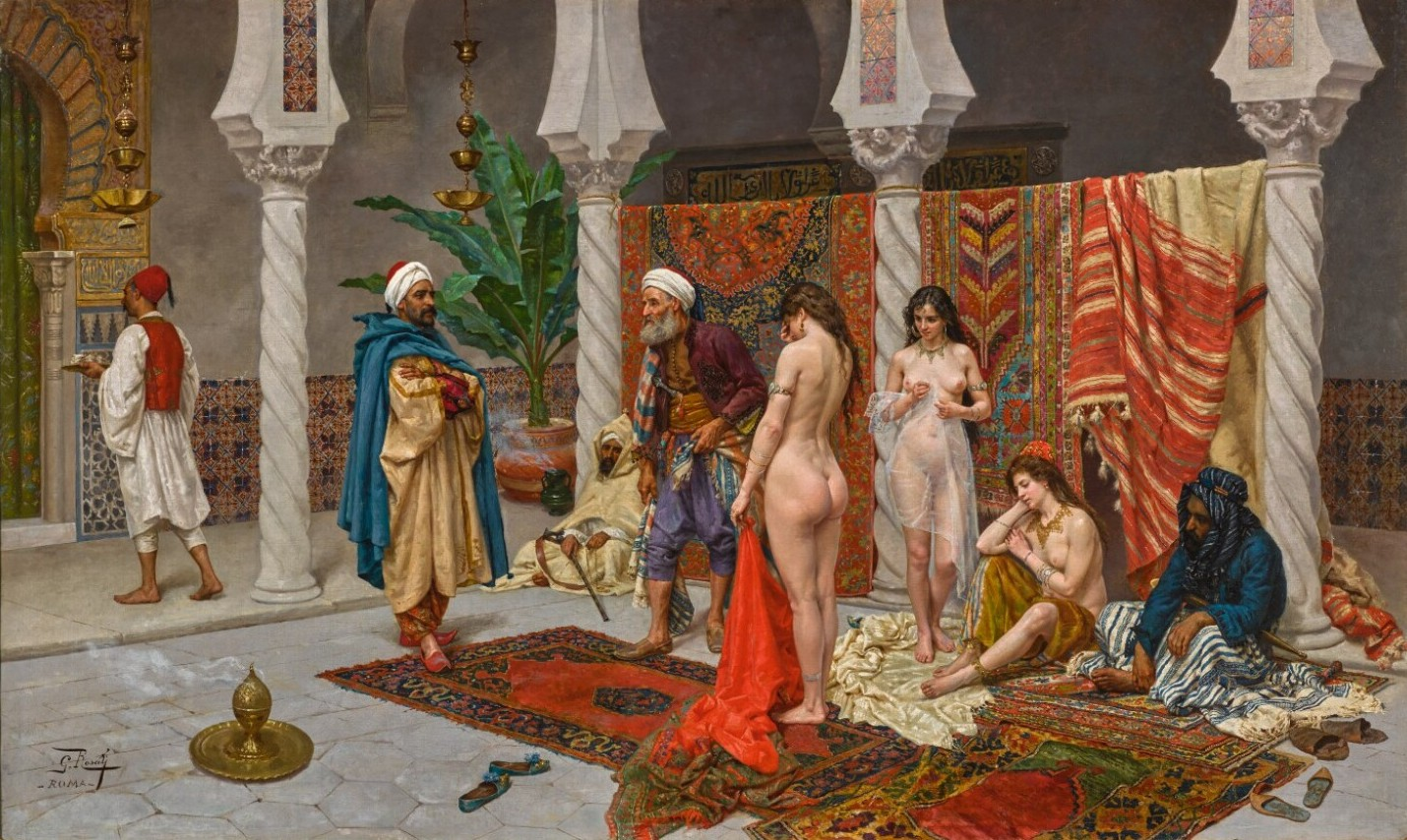
Målning av Giulio Rosati från före 1917. Inspektion av kvinnor som nyss anlänt till ett harem från slavmarknaden.
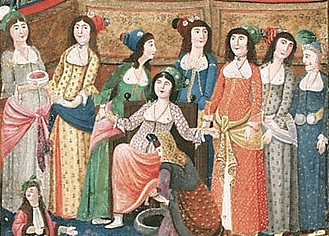
Bild ur ett manuskript från Turkiet, sent 1700-tal. Barnfödsel i ett harem.